# Paní z moře
Paní z moře je divadelní hra, kterou napsal norský dramatik Henrik Ibsen roku 1888 v Mnichově. Byla to předposlední hra, kterou napsal v zahraničí, než se roku 1891 definitivně vrátil do Christianie, dnešního Osla.
Drama vyšlo téhož roku v nákladu deseti tisíc výtisků. O rok později se hra dočkala premiéry na dvou místech zároveň, v Christianském divadle v Norsku a ve výmarském Hoftheater. Ačkoli hra nebyla kritikou přijata jednoznačně pozitivně, dosáhla v divadlech dvojnásobného zisku, než bylo při uvádění skandinávských dramatiků běžné.
Tematikou se Paní z moře v jistém ohledu podobá dramatům z let předchozích. Obdobně jako v Domečku pro panenky (1879) nebo v Přízracích (1881) se zde dramatik zaobírá tehdy aktuálními problémy, které se týkaly postavení ženy v rodině i ve společnosti. Kromě toho se hra zabývá také otázkou vlivu iracionálních pudů na lidské chování. Stejně jako v Ibsenově o čtyři roky mladším díle Divoká kachna se v dramatu Paní z moře mísí prvky symbolismu i realismu.

## Děj
Drama je rozděleno do pěti dějství a odehrává se během několika dní v městečku na severu Norska. Do domu místního lékaře Wangela přijíždí po letech na návštěvu učitel Arnholm, který býval dříve domácím učitelem Wangelovy starší dcery Bolety a zároveň je dávným přítelem Elidy, jež se před třemi lety stala lékařovou druhou ženou. Během rozhovoru s Arnholmem Elida naznačí, že její manželství není šťastné, protože se v něm cítí svázaná a nesvobodná. Nedokáže se také přizpůsobit zdejšímu klidnému zálivu a touží být znova nablízku otevřenému moři a fjordům. Arnholmovi se svěří, že byla kdysi neoficiálně zasnoubená s jiným mužem, námořníkem nevalné pověsti. Ten se navíc téhož večera zjeví na zahradě domu a nabádá ji, aby s ním odešla, jelikož si na ni z titulu zasnoubení činí nárok. Z následujících dialogů, které Elida vede se svým mužem, se dozvídáme, že celá její duše patří onomu cizinci, který ji zároveň přitahuje i děsí. Wangel není schopen její situaci pochopit a námořníka a jeho nároky předem odmítá. Když odbije půlnoc, přichází cizinec znova a hodlá si Elidu odvést. V samém závěru hry lékař konečně porozumí přání své ženy odpovědně se rozhodovat a dovolí jí, aby si mezi ním a námořníkem vybrala. Elida se nakonec rozhodne se svým manželem zůstat.
Kromě výše zmíněných vystupují v dramatu i další postavy. Elidinu osamělost prohlubuje odtažité chování Wangelových dcer z prvního manželství, Hildy a Bolety. Do děje vstupují i dva umělci, malíř Ballested a sochař Lyngstrand, jejichž díla svým námětem mořské panny metaforicky odkazují k postavě Elidy.
Také v příběhu Elidiny nevlastní dcery Bolety a učitele Arnholma tematizuje autor otázku svobodné volby ženy. Boleta vyhoví žádosti o ruku od muže, kterého nemiluje, protože to vnímá jako jedinou možnost seberealizace.

## České překlady
Do češtiny bylo drama poprvé převedeno roku 1906 Jaroslavem Kvapilem. Po Kvapilovi přeložili drama také Přemysl Wiesner (1957), Dagmar Cimická (1972) a Jiří Roy (1974). Nejnovější překlad pořídil v roce 1986 František Fröhlich.

## Česká uvedení
- Prozatímní národní divadlo v Brně, režie Pavel Švanda, premiéra 14. ledna 1890
- Národní divadlo, režie Jaroslav Kvapil, premiéra 19. prosince 1905
- Národní divadlo Brno, režie Antoš J. Frýda, premiéra 23. března 1906
- Národní divadlo Brno, režie Jaroslav Auerswald, premiéra 31. ledna 1920
- České divadlo v Olomouci, režie O. Linhart, premiéra 18. března 1943
- České lidové divadlo v Brně, režie Vladimír Kolátor, premiéra 21. září 1943
- Svobodné divadlo (Brno), režie Rudolf Walter, premiéra 14. dubna 1947
- Slovácké divadlo, režie Miroslav Zéda, premiéra: 13. září 1957
- Městské oblastní divadlo Kolín, režie Čestmír Kovář, premiéra 21. září 1957
- Městské oblastní divadlo Benešov, režie Kamil Olšovský, premiéra 5. října 1957
- Divadlo Františka Xavera Šaldy, režie Karel Kříž, premiéra 11. března 1972
- Krajské a oblastní divadlo Český Těšín, režie Jiří Roy, premiéra 17.  listopadu 1974
- Divadlo Na zábradlí, režie Lucie Bělohradská, premiéra 3. června 1986
- Slezské divadlo Zdeňka Nejedlého, režie Alexandr Ploster, premiéra 13. března 1988
- Československý rozhlas Praha, režie Hana Kofránková, premiéra 9. listopadu 1988[4]
- Klicperovo divadlo, režie Radovan Lipus, premiéra 1. dubna 1995
- Městské divadlo Mladá Boleslav, režie Ivo Krobot, premiéra 9. června 1995
- Západočeské divadlo Cheb, režie Jaroslava Šiktancová, premiéra 6. října 2012
- Těšínské divadlo, režie Pavel Ondruch, premiéra 26. listopadu 2016
- Národní divadlo Brno, režie Martin Františák, premiéra 27. ledna 2017[5][6]
- Divadlo Františka Xavera Šaldy, režie Šimon Dominik, premiéra 4. října 2019